# Clément Desalle
Clément Desalle   (La Louvière, 19 de maig de 1989) és un pilot de motocròs belga que ha destacat en competició internacional des de la dècada del 2000. Al llarg de la seva carrera, ha estat tres vegades subcampió, tres vegades tercer i dues vegades quart al mundial de motocròs, on ha aconseguit 23 victòries en Grans Premis. També ha guanyat un Campionat de Bèlgica Open (2009) i ha format part de la selecció belga que va guanyar el Motocross des Nations el 2013.
Desalle va començar a competir en la categoria màxima, MX1 (actual MXGP), tan aviat com va esdevenir pilot professional el 2006. Durant la seva quarta temporada en aquest campionat, el 2009, competint amb l'equip LS Motors-Honda va guanyar el seu primer Gran Premi a la República Txeca i va acabar tercer al mundial. Del 2010 al 2013, competint amb l'equip Teka-Suzuki de Sylvain Geboers (el qual dirigia el seu germà Eric) es classificà sempre en segon o tercer lloc final. El 2016 entrà a l'equip oficial de fàbrica de Kawasaki. El 2020, després de 15 temporades d'activitat, Desalle anuncià que es retiraria definitivament a final de temporada.

## Palmarès al mundial de motocròs
Font:
| Any  | Motocicleta | MX1  |
| ---- | ----------- | ---- |
| 2006 | Suzuki      | 25è  |
| 2007 | Suzuki      | 20è  |
| 2008 | Suzuki      | 11è  |
| 2009 | Honda       | 3r   |
| 2010 | Suzuki      | 2n   |
| 2011 | Suzuki      | 3r   |
| 2012 | Suzuki      | 2n   |
| 2013 | Suzuki      | 2n   |
|      |             | MXGP |
| 2014 | Suzuki      | 4t   |
| 2015 | Suzuki      | 5è   |
| 2016 | Kawasaki    | 8è   |
| 2017 | Kawasaki    | 4t   |
| 2018 | Kawasaki    | 3r   |
| 2019 | Kawasaki    | 14è  |
| 2020 | Kawasaki    | 7è   |